# Кенънбол Адърли
Кенънбол Адърли, роден с името Джулиън Едуин Адърли, е джаз саксофонист (алт) от епохата на хард бопа. Музиката му се вмества в 1950-те и 1960-те години.
Негова е песента Mercy, Mercy, Mercy, която е кросоувър хит в класациите за поп музика през 1966 г. Работи заедно с тромпетиста Майлс Дейвис, включително в знаковия албум Kind of Blue от 1959 година. Брат е на корнетиста Нет Адърли, който дълго време свири в бенда му.
Роден е в град Тампа в щата Флорида. Преселва се със семейството си в Талахаси, Флорида, където родителите му отиват на работа в Университета по селскостопански машинни на Флорида. Кенънбол и брат му Нет свирят с Рей Чарлз, когато последният живее в Талахаси в началото на 40-те. След като завършва музикалното си образование в Талахаси, през 1948 г. се мести в окръг Броуърд, Флорида, и става ръководител на бенда в гимназия Дилърд Хай Скул във Форт Лодърдейл, Флорида до 1950 г. Той става местна легенда в Югоизточна Флорида.
Напуска Флорида, за да продължи образованието си в консерватория в Ню Йорк през 1955 г.. Според сайта Cannonball-Adderley, прозвището му Кенънбол идва от идея на негови съученици от гимназията, които го наричат Кенибъл (англ. cannibal) поради огромния му апетит. Там живее в квартала Корона в Куийнс.
Събира собствена група с брат си Нет и през 1957 г. подписва договор със „Савой“. Забелязва го Майлс Дейвис и заради блусовия му стил на алт-саксофона го кани да се присъедини към групата му. Влиза в групата на Дейвис през октомври[1957 г., 3 месеца преди завръщането там на Джон Колтрейн. Адърли свири в 2 големи записи на Дейвис - Milestones и Kind of Blue. В този период пианистът Бил Евънс свири в секстета, по-късно се появяват плочи като Portrait of Cannonball и Know What I Mean? с участието на двамата.
Интересът му към преподаването на музика се пренася и в записите му. През 1961 г. поема ролята на разказвач в The Child's Introduction to Jazz, който е издаден от Ривърсайд. Умира в град Гери, щата Индиана.